# Božidar Voljč
Božidar Štefan Voljč, slovenski zdravnik in politik, * 3. januar 1939.
Med 14. majem 1992 in 27. februarjem 1997 je bil minister za zdravje Republike Slovenije.
Od leta 2014 je predsednik Komisije Republike Slovenije za medicinsko etiko.
Je tudi strokovnjak za sladkovodno ribištvo in muharjenje in avtor publikacij s tega področja. 